# Triptolide
Triptolide es un epóxido diterpenoide producido por la vid del dios del trueno, Tripterygium wilfordii. Tiene actividades in vitro e in vivo contra modelos de ratón de enfermedad renal poliquística y cáncer pancreático, pero sus propiedades físicas y toxicidad severa limitan su potencial terapéutico.
En consecuencia, un profármaco sintético soluble en agua, Minnelide, se está estudiando clínicamente en su lugar.

## Mecanismo de Acción
Se han informado varias proteínas diana putativas de triptolide, incluyendo policistina-2, ADAM10, DCTPP1, TAB1, y XPB. Existen múltiples mutaciones resistentes a triptólidos en XPB (ERCC3) y su proteína asociada GTF2H4. Sin embargo, no se encontraron mutaciones resistentes al triptolide en policistina-2, ADAM10, DCTPP1 y TAB1. Cys342 de XPB se identificó como el residuo que sufre una modificación covalente por el grupo 12,13-epóxido de triptolide, y el mutante XPB-C342T hizo que la línea celular T7115 sea casi completamente resistente al triptolide. El nivel de resistencia conferido por la mutación C342T es aproximadamente 100 veces más alto que el de los mutantes más resistentes a triptólidos identificados previamente. En conjunto, estos resultados validan XPB como un objetivo responsable de la actividad antiproliferativa de triptolide.

## Profármacos solubles en agua
Minnelide es un análogo sintético más soluble en agua de triptolide que se convierte en triptolide in vivo. En un modelo de ratón preclínico de cáncer de páncreas, fue "incluso más eficaz que la gemcitabina". Se espera que sus ensayos clínicos de Fase II concluyan en febrero de 2019.
La glutriptolida 2, un conjugado de glucosa de triptólido con mejor solubilidad y menor toxicidad, no inhibió la actividad de XPB in vitro, pero mostró un control del tumor in vivo, lo que probablemente se deba a la liberación gradual sostenida de triptolida activa dentro de las células cancerosas.